# Andrea Gómez (artista)
Andrea Gómez y Mendoza (Ciudad de México, 19 de noviembre de 1926 - Morelos, 15 de noviembre de  2012) fue una muralista y artista de las artes gráficas, miembro del Salón de la Plástica Mexicana.

## Vida
Su abuela materna fue Juana Belén Gutiérrez Chávez del estado de Durango, liberal que dirigía un periódico denunciando las condiciones de trabajo de los mineros de Coahuila en 1900 después de que el gobierno lo cerrara. Su madre fue Laura Mendoza y su padre fue Rosendo Gómez Lorenzo de Villahermosa, Tabasco. Aunque nació en la Ciudad de México, su familia se mudó a Morelia, Michoacán cuando ella era joven. Aquí ella finalmente comenzó a estudiar arte en la Universidad de San Nicolás. En 1940, regresó a la Ciudad de México para continuar sus estudios en la Escuela Nacional de Artes Plásticas, donde ella permaneció durante dos años. Después ella estudió litografía en la Escuela de Artes del Libro bajo José Chávez Morado.
Viajó extensivamente a Italia, Francia, República Checa, República Eslovaca, Armenia, Cuba, y la Unión Soviética, donde estudió pintura al fresco en Stroganovskaya Uchilitsa en Moscú.
Vivió en Temixco, Morelos como artista activa, dedicándose a pintar retratos y al estudio de la pintura Flamenca.

## Carrera
En la escuela, Gómez conoció a Mariana Yampolsky, quien la invitó a su Taller de Gráfica Popular. Trabajó como ilustradora en varios proyectos, incluyendo los del Instituto Nacional de Indígenas, el cual permitió que viajara a varias partes de México. Inclusive trabajó con la Secretaría Pública de Educación para producir libros gratis, también trabajó en un periódico Cultural como El nacional y México en la Cultura.
Además de obras gráficas, realizó una serie de murales frescos entre ellos Maternidad y El agua en el Hospital Civil en Ixmiquilpan, Hidalgo, México Indígena en el Instituto Nacional Indigenista en Chiapas, Latinoamérica en La Habana, Cuba y El Maíz, un mural portátil el cual fue creado para el Museo Nacional de Culturas Populares en la Ciudad de México.
Fundó un centro de arte tal como la Casa de cultura del Pueblo y el Taller de Dibujo Infantil Arco Iris en Texmico, Morelos.
En 1956, su trabajo La niña de basura ganó El Premio Nacional de Grabado. Otro de sus trabajos se llamó Madre contra la guerra de 1956, recibió un reconocimiento internacional. En 2011, El Salón de la Plástica Mexicana, del cual era miembro, montó una exposición retrospectiva de su trabajo.